# John E. Olson
John Edvard Olson, född 4 februari 1849 i Göteborgs Karl Johans församling, död 31 juli 1937 i Göteborgs Karl Johans församling, var en svensk redare och kommunalpolitiker.
John E Olson var son till sjökaptenen Benjamin Olsson.
John E Olson startade 1877 speditionsfirman John E Olson & Co som utvecklades till en rederirörelse. Han hade även flera agenturer och skeppsmäkleri. Rederiverksamheten utvecklades och Olson var 1893 Sveriges största skeppsredare sett till antalet fartyg och tonnage. Han har kallats "Sveriges siste store segelfartygsredare".
 Kontoret och bostaden fanns i Olsonska gården på Allmänna vägen.
Rederibolaget Navigator bildades 1905 av John E. Olson tillsammans med andra välkända affärsmän som August Kjellberg, Dan Broström, Johan Ekman och Georg Douglas Kennedy.
Olson var ledamot av kyrkofullmäktige och Carl Johans församlings kyrkoråd. Den plats som ligger mellan Carl Johans kyrka och Olsonska gården i Majorna som tidigare hette Bataljonsparken heter sedan 2011 John E Olsons plats.